# فانو أدريانو
فانو أدريانو (بالإيطالية: Fano Adriano)‏ هي بلدية في مقاطعة تيرامو في إقليم أبروتسو الإيطالي.

## السكان
في سنة 1861 بلغ عدد السكان 1٬350 نسمة، وتطور العدد ليصل في سنة 2011 لـ 354 نسمة.
يظهر هذا المخطط البياني تطور النمو السكاني لـ فانو أدريانو